# 調伊企儺

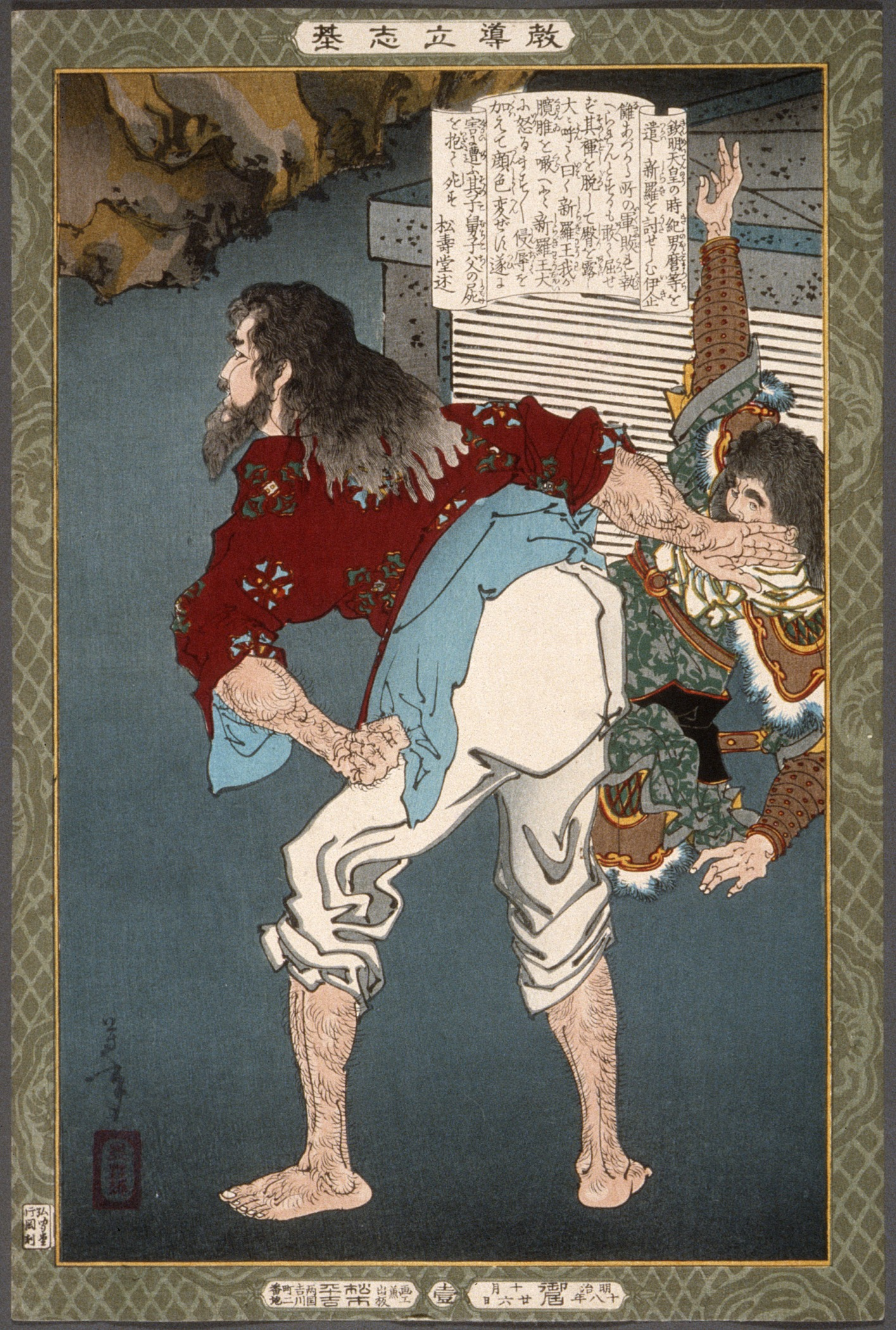
「教導立志基」より『伊企儺』
大蘇芳年筆

調 伊企儺（つき の いきな、生年不詳 - 欽明天皇23年（562年）7月）は、日本の6世紀中頃の武将。姓は吉士（きし）で調吉士伊企儺（つきのきしいきな）と称する。大葉子の夫。

## 経歴
『日本書紀』の記述によると、百済からの渡来人の血を引くとされる。また勇猛であったともされる。欽明天皇23年（562年）に任那日本府の再興を目的として編成された、紀男麻呂を大将軍、河辺瓊缶（かわべの にへ）を副将とする新羅征討軍に従軍した。瓊缶は戦法に疎く、降伏の証しと知らずに白旗を掲げて進軍したため、兵の混乱を伴って敗れ新羅の捕虜となった。勇猛な性格の伊企儺は瓊缶が捕らえられてからも新羅の降服勧告に従わず抵抗していたが、新羅の謀略にはまって夫とともに出征していた妻の大葉子共々囚われの身となった。
捕虜となった伊企儺は褌（はかま）を脱がされて日本に向けて尻を出させる屈辱的な扱いを受け、更に新羅の将からその状態で「日本（やまと）の将（いくさのきみ）、我がしりを くらへ」と言う様に強要されたが、これには服せず「新羅の王（こきし）、我がしりを くらへ」と叫び続けたので、拷問の末に殺された。伊企儺の遺児である舅子(おじこ)もまた、父の亡骸を抱いて死んだという。夫が殺されたことを知った大葉子は夫の死を悼んで、日本を偲んだ歌を謡った。
ただし、この説話は後世に付されたという見方もある。